# 莫埃切
莫埃切是西班牙加利西亚自治区拉科鲁尼亚省的一个市镇。总面积48.5km², 总人口1230人（2017年），人口密度25人/km²。

## 图集

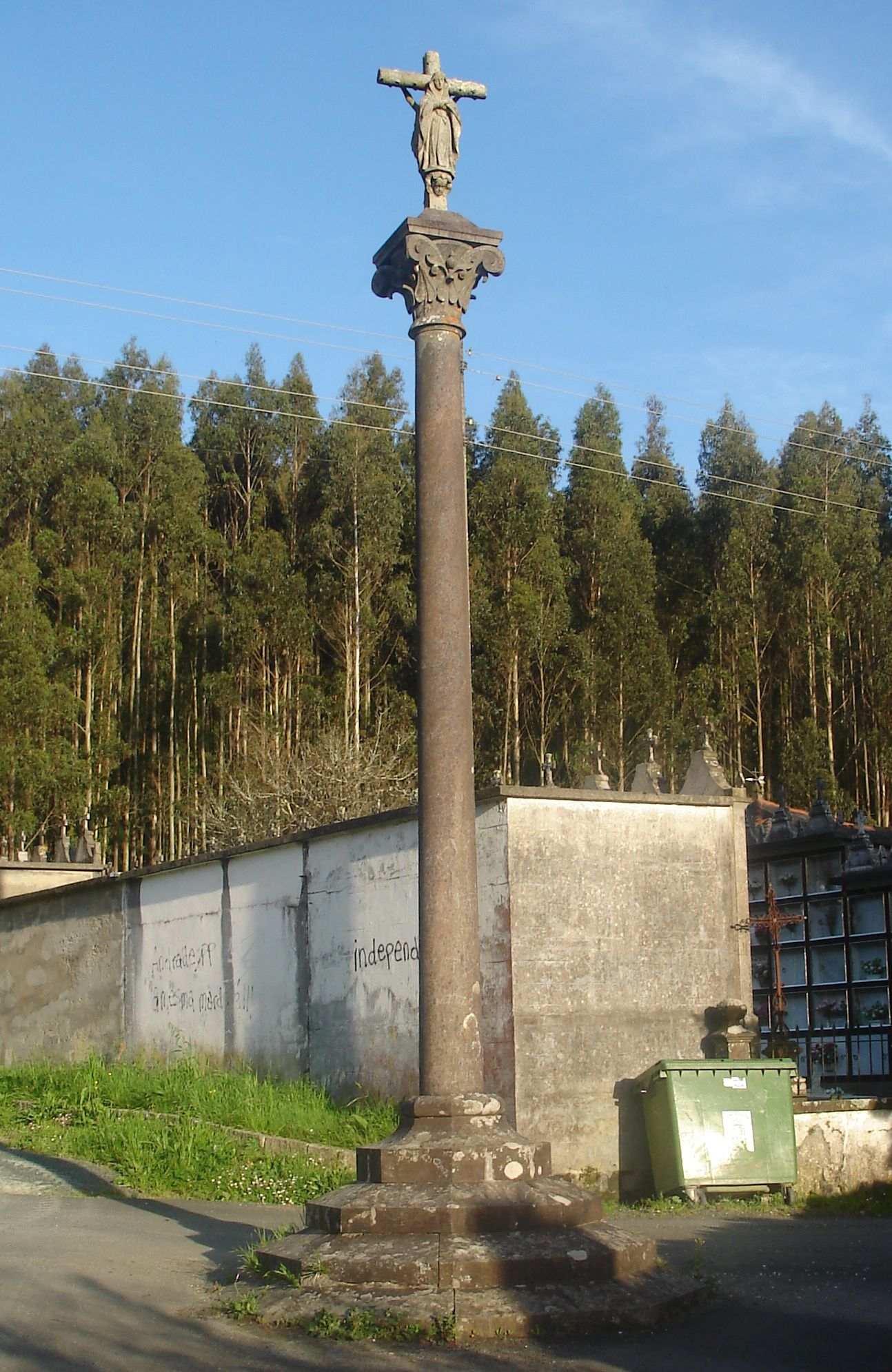
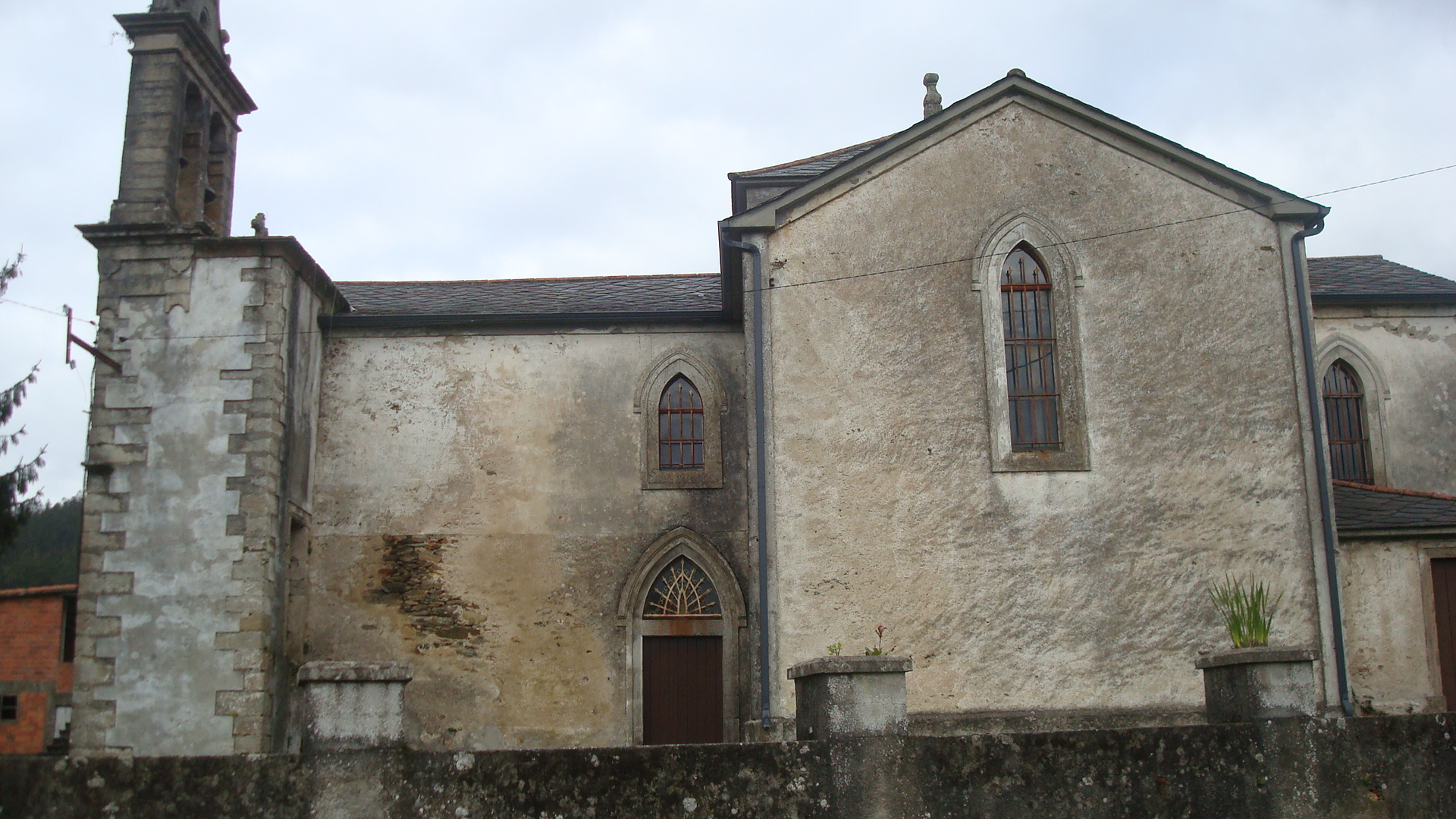
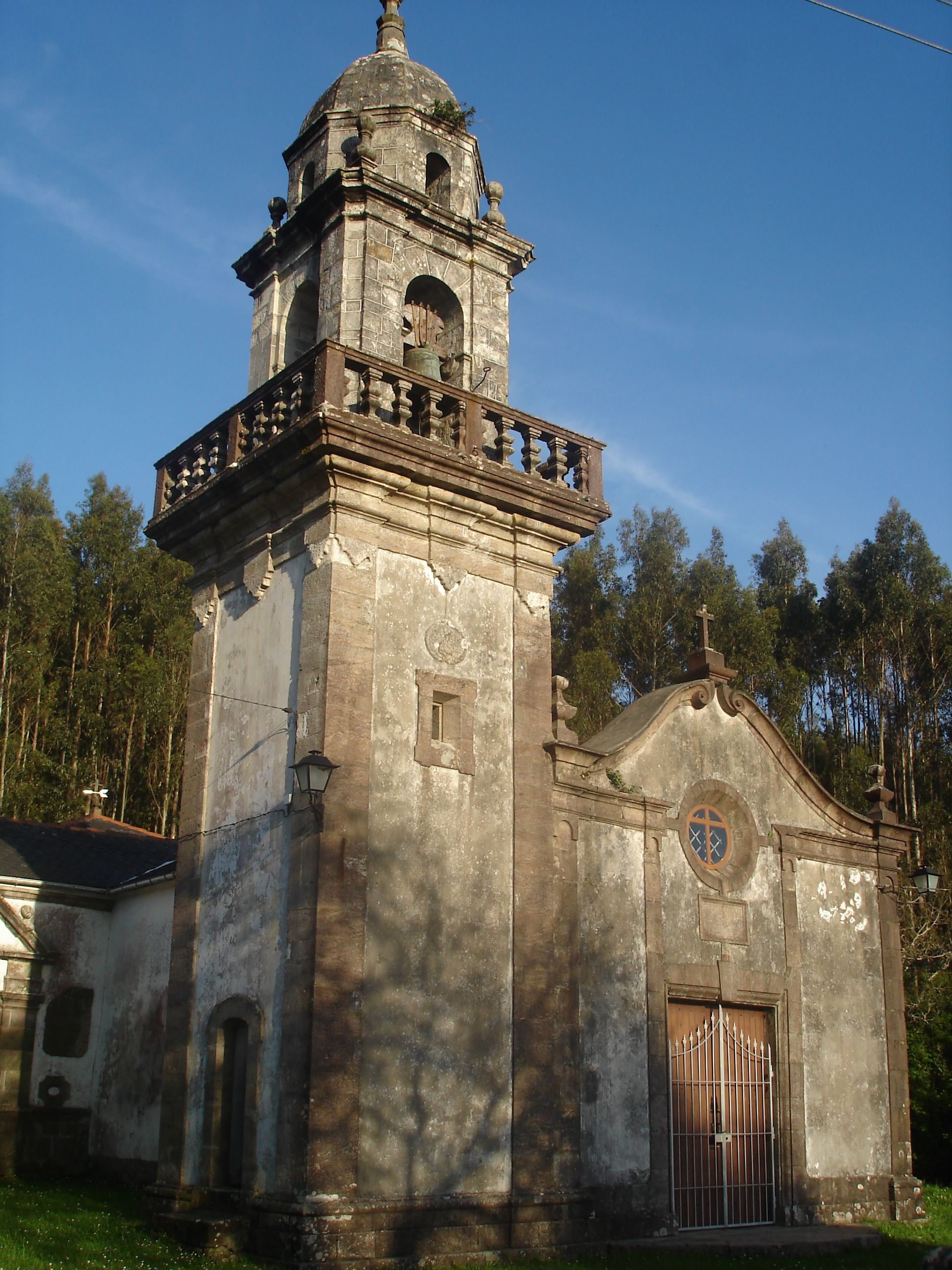
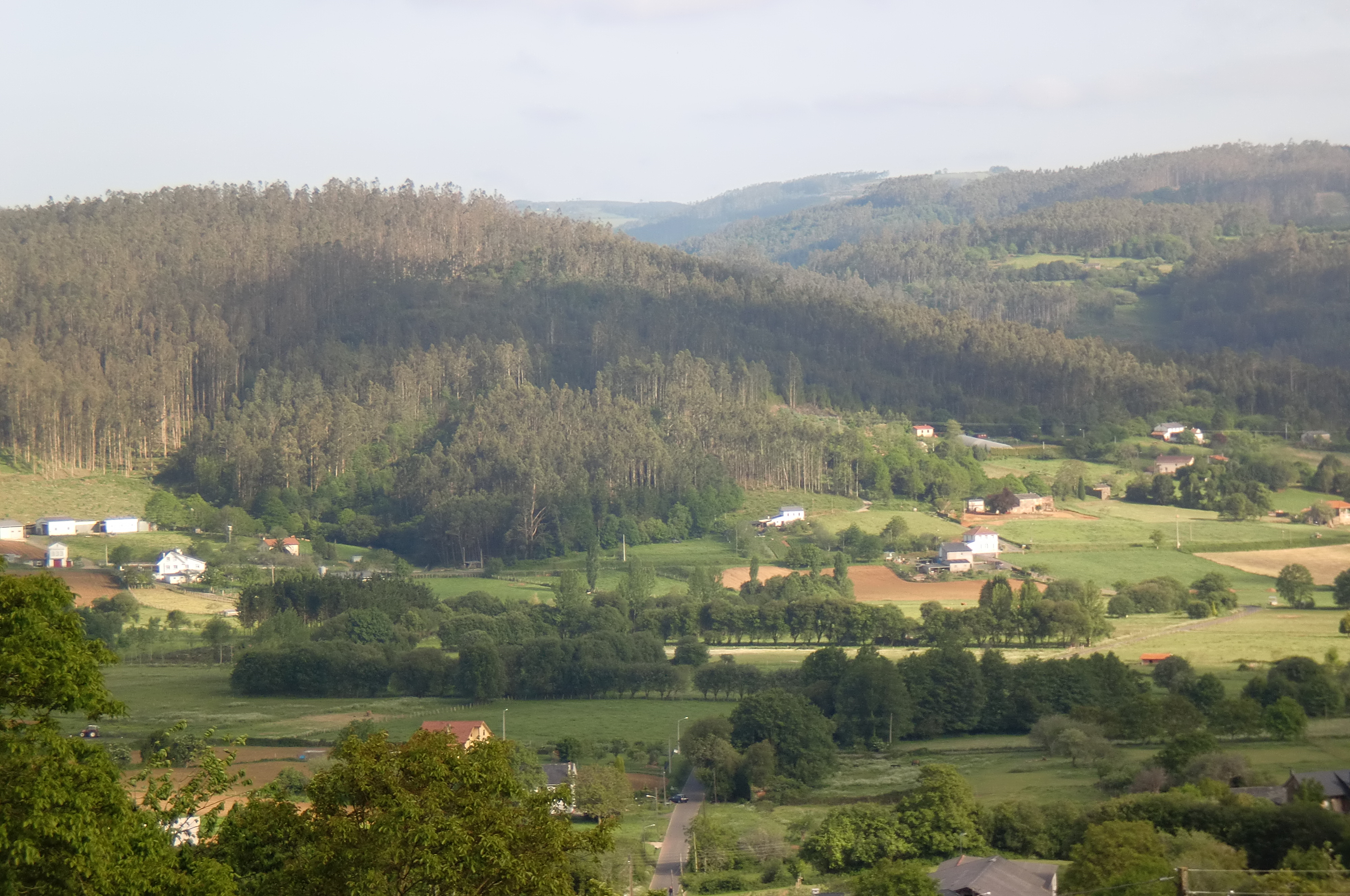

## 人口
| 莫埃切历史人口变化图                                       |
|                                                            |
| 来源：西班牙国家统计局（1900-1991年，实际人口）（2000年-） |